# Next Generation Mobile Networks
La Next Generation Mobile Networks (NGMN) Alliance és una associació de telecomunicacions mòbils d'operadors, venedors, fabricants i instituts de recerca. Va ser fundada pels principals operadors mòbils el 2006 com un fòrum obert per avaluar tecnologies candidates per desenvolupar una visió comuna de solucions per a la propera evolució de les xarxes sense fil. El seu objectiu és garantir el llançament comercial amb èxit de les futures xarxes de banda ampla mòbil mitjançant una guia tecnològica i proves fàcils d'utilitzar. La seva oficina és a Frankfurt, Alemanya.
L'Aliança NGMN complementa i dóna suport a les organitzacions d'estàndards proporcionant una visió coherent del que requereixen els operadors mòbils. Els resultats del projecte de l'aliança han estat reconeguts per grups com el 3rd Generation Partnership Project (3GPP), el TeleManagement Forum (TM Forum) i l'Institute of Electrical and Electronics Engineers (IEEE).

## Activitats
La fase inicial de l'Aliança NGMN va incloure grups de treball sobre tecnologia, espectre, drets de propietat intel·lectual (DPI), ecosistema i proves, per permetre el llançament de serveis mòbils comercials de nova generació el 2010. En un document informatiu publicat per primera vegada el març de 2006, NGMN va resumir una visió per a les comunicacions de banda ampla mòbil i va incloure recomanacions i requisits. Va proporcionar les prioritats relatives dels operadors sobre les característiques clau del sistema, recomanacions del sistema i requisits detallats per als estàndards de la propera generació de xarxes, dispositius i serveis de banda ampla mòbil.
Del juliol de 2007 al febrer de 2008, es van avaluar els estàndards i les tecnologies per a les xarxes mòbils de nova generació. Aquests eren 3GPP Long Term Evolution (LTE) i la seva System Architecture Evolution (SAE), IEEE 802.16e (productes coneguts com a WiMax), 802.20 i Ultra Mobile Broadband.
El juny de 2008, l'Aliança NGMN va anunciar que, «basant-se en una avaluació tecnològica exhaustiva, la junta de l'NGMN va concloure que LTE/SAE és la primera tecnologia que compleix àmpliament els seus requisits tal com es defineixen al llibre blanc de l'NGMN. Per tant, l'Aliança NGMN aprova LTE/SAE com la seva primera tecnologia compatible». També el juny de 2008, l'aliança va anunciar que treballaria amb el Femto Forum per garantir que les femtocèl·lules es beneficiessin de la tecnologia.
L'aliança va treballar en els drets de propietat intel·lectual "per adaptar el règim de DPI existent per proporcionar una millor previsibilitat de les llicències de DPI (...) per garantir uns costos de DPI justos, raonables i no discriminatoris (FRAND)". Com a part d'aquest treball, va emetre una sol·licitud pública d'informació sobre l'administració del conjunt de patents LTE.
L'aliança va aportar aportacions a la Conferència Mundial de Radiocomunicacions (CMR) de la Unió Internacional de Telecomunicacions (UIT) sobre l'assignació de freqüències, ja que consideraven que una política d'assignació d'espectre oportuna i alineada globalment era clau per al desenvolupament d'un ecosistema viable a escala nacional, regional i global. La UIT i els organismes regionals estan desenvolupant acords de canalització per a les bandes de freqüència identificades a la Conferència Mundial de Radiocomunicacions de la UIT el 2007. A l'octubre de 2009, el grup de treball sobre l'espectre de la NGMN va publicar "Actualització dels requisits de l'espectre de les xarxes mòbils de nova generació", que contenia l'estat i les opinions i requisits de la NGMN sobre les bandes de freqüència identificades a la WRC-07 de la UIT.
Com que els dispositius, les xarxes i els serveis de nova generació s'han de sincronitzar per a un llançament reeixit, NGMN va publicar un document tècnic al febrer de 2009 que proporcionava definicions genèriques per als dispositius de nova generació (només dades) per garantir que els dispositius estiguessin disponibles en el moment del llançament de les primeres xarxes el 2010.
Després del llançament de les primeres xarxes LTE el 2010, l'aliança va abordar els reptes del desplegament, les operacions i la interfuncionament de la xarxa, tot centrant-se en LTE i el seu nucli de paquets evolucionat, tal com es defineix a l'Evolució de l'Arquitectura del Sistema.
El setembre de 2010, NGMN va publicar recomanacions sobre aspectes operatius de les xarxes de nova generació. La creixent complexitat i el cost creixent de les operacions de xarxa a causa de l'heterogeneïtat de les xarxes (que admeten diferents tecnologies), el nombre d'elements de xarxa i la necessitat del mercat de guanyar flexibilitat en la gestió dels serveis i millorar la qualitat del servei impulsen la necessitat de millorar les operacions generals de la xarxa. El document descriu els requisits per a les funcionalitats de xarxa autoorganitzades i les operacions i el manteniment (O&M) per abordar aquests problemes.
El 2014, la Junta de la NGMN va decidir centrar les futures activitats de la NGMN en la definició dels requisits integrals per al 5G. Un equip global ha desenvolupat el Llibre Blanc NGMN 5G (publicat el març de 2015) que proporciona requisits consolidats dels operadors per donar suport a l'estandardització i el desenvolupament del 5G. NGMN va animar la indústria a tenir solucions 5G disponibles el 2020, una xifra que van superar alguns operadors que ja van llançar proves 5G el 2019. La introducció comercial del 5G va variar naturalment d'un operador a un altre.
El 2015, NGMN va llançar un programa de treball centrat en el 5G que es va basar en les directrius del Llibre Blanc i les va desenvolupar. Els principals elements de treball de la NGMN del 5G per al 2015 van ser: el desenvolupament dels requisits tècnics del 5G i els principis de disseny arquitectònic, l'anàlisi de possibles solucions 5G i l'avaluació de futurs casos d'ús i models de negoci. A més, els equips del projecte NGMN van abordar les àrees de drets de propietat intel·lectual i espectre des d'una perspectiva 5G. El setembre de 2015, la NGMN va publicar una sessió de preguntes i respostes sobre el 5G:
El 2020, NGMN va publicar un Llibre Blanc actualitzat sobre el 5G, sol·licitant una arquitectura de plataforma comuna per permetre l'ús de la computació perimetral a escala global. A més, l'Alliance NGMN es va posicionar per oferir una solució totalment integrada per a verticals que abasta xarxes, núvols i plataformes, amb personalització dinàmica, col·laboracions, gestió integral, seguretat de nivell d'operador i ús eficient de l'espectre. Alhora, l'organització va destacar que cal centrar-se més en la millora de l'eficiència energètica, la sostenibilitat, el benestar social, la confiança i la inclusió digital.
A l'octubre de 2020, l'Aliança NGMN va llançar un projecte sobre 6G així com un projecte sobre sostenibilitat
El febrer de 2021, l'Aliança NGMN va anunciar una nova estratègia, centrada en la desagregació, la sostenibilitat i el 6G, alhora que donava suport a la implementació de tot el potencial del 5G. Com a primer resultat d'aquesta estratègia, es va llançar un projecte per analitzar l'impacte de la desagregació i la núvolificació en el model operatiu dels operadors de xarxes mòbils i, en un entorn precompetitiu, per desenvolupar plans de models operatius per permetre un funcionament E2E reeixit de xarxes desagregades. Xarxa 5G

## Organització
L'NGMN Alliance està organitzada com una associació de més de 80 socis de la indústria i la recerca de les telecomunicacions mòbils. Aproximadament un terç són operadors mòbils, que representen més de la meitat de la base total de subscriptors mòbils a tot el món. La resta comprèn venedors i fabricants que representen més del 90% de la petjada global del desenvolupament de xarxes mòbils, així com universitats o instituts de recerca no industrials.
Cooperació
L'NGMN Alliance coopera amb organismes d'estàndards i organitzacions industrials com el 3GPP, l'Institut Europeu d'Estàndards de Telecomunicacions, l'Associació GSM i el TM Forum. El juliol de 2010, l'aliança i el TM Forum van acordar treballar junts en sistemes de gestió i operacions optimitzades de la propera generació de xarxes mòbils. El maig de 2011, l'aliança es va convertir en un soci de representació de mercat de 3GPP.
El desembre de 2014, l'ETSI i la NGMN van signar un acord de cooperació per intensificar el diàleg i l'intercanvi d'informació entre les dues organitzacions.
El juny de 2019, les associacions d'operadors de satèl·lits de l'EMEA (ESOA) i l'Alliance NGMN van acordar cooperar en l'àmbit de la integració de solucions de satèl·lits en l'ecosistema 5G.
A l'octubre de 2020, l'Aliança NGMN i l'Aliança O-RAN van signar un acord de cooperació en l'àmbit de la descomposició de la xarxa d'accés per ràdio de xarxes 4G i 5G.
El maig de 2021, la Fundació Linux i l'Aliança NGMN van signar un Memoràndum d'Entesa (MoU) per a la col·laboració formal en matèria de 5G d'extrem a extrem i més enllà.